# Saint-Maurice-d'Ibie
Saint-Maurice-d'Ibie är en kommun i departementet Ardèche i regionen Auvergne-Rhône-Alpes i sydöstra Frankrike. Kommunen ligger  i kantonen Villeneuve-de-Berg som ligger i arrondissementet Largentière. År 2022 hade Saint-Maurice-d'Ibie 213 invånare.

## Befolkningsutveckling
Antalet invånare i kommunen Saint-Maurice-d'Ibie
Referens: INSEE